# Zánik samoty Berhof
Zánik samoty Berhof je kniha Vladimíra Körnera z roku 1973.

## Obsah
V této knize se Vladimír Körner zabývá situací krátce po druhé světové válce. Děj umístil na bývalou česko-polsko-německou hranici do prvního roku po druhé světové válce. (Dnes západní Jeseníky; blízkým městečkem exponovaným ve filmu je Branná; dříve Kolštejn. Jeptiška Salome přichází z kláštera Grulich neboli Králíky.) Řeší zde tematiku werwolfů, tj. německých nacistických fanatiků, kteří se nesmířili s tím, že válka skončila a hitlerovský režim padl. Právě tato skupina, nerozpakující se zabít kohokoliv, kdo jí přijde do cesty, (jeptiška a muž, převlékající se za jeptišku) se rozhodne, proti vůli pána domu, přečkat zimu právě na statku Berhof, samotě naprosto odříznuté od okolního světa. Zde žije poloviční sirotek, Ulrika, hlavní postava, z jejíhož úhlu pohledu je příběh v er-formě vyprávěn, její opilecký otec a jeho německá milenka. Ulrika po matčině smrti citově strádá, tím více se upíná k Bohu a touží vstoupit do kláštera, proto v jeptišce vidí naději, že jí pomůže tohle přání splnit. Další postavou je nemocný německý chlapec Erich, ze všeho nejvíc toužící dostat se za maminkou, vůči kterému Ulrika cítí opatrovnické city a stará se o něj. Vztahy mezi obyvateli se postupně proměňují, rozvolňují, wehrwolfové dávají původním obyvatelům stále více volnosti, přestanou je na noc svazovat, někdy spolu dokonce večeří, ani náhodou se však nedají označit za přátelské. Ulrika postupem času přestane jeptišce věřit, jejich vztah, který se ze začátku dal označit za důvěrný a téměř přátelský, se proměňuje. Je to Ulrika, komu se podaří dostat do města (zde jí Němci projeví velikou důvěru, pošlou ji do města nakoupit, samozřejmě s výhrůžkou, že pokud se zpozdí, nebo někoho přivede, všichni na statku budou zastřeleni). Spojí se se skupinou Čechů, kteří wehrwolfy nakonec, po delším boji a honičce v lesích, zabijí. Jediným přeživším německé národnosti je onen těžce nemocný chlapec, kterého se Ulrika posléze pokouší opravdu dopravit k mamince. Chlapec už ale mele z posledního a v knize je naznačeno, že se shledání s maminkou nedožije.

## Hodnocení
Zdeněk David v doslovu nového vydání píše: „Novela Zánik samoty Berhof je bezpochyby dílem nadčasovým, dokládajícím jedinečnost Körnerových próz. Můžeme ji chápat jako jednu z autorových variací na válečné téma. Jako svědectví o tom, do jaké míry je jedinec, konfrontovaný tváří v tvář s konkrétními dějinnými událostmi, schopen vybojovat si ve světě plném nejistoty a zmatků právo na vlastní štěstí.“[zdroj?]
Werwolfové nejsou v knize popsáni tendenčně zaujatě jako zcela záporné postavy (přestože to čtenář sám usoudí z jejich jednání). Možná i proto, když kniha v roce 1973 vyšla, Fedor Soldán napsal v recenzi pro Večerní Prahu: „Mladý, zcela neznámý autor Vladimír Körner nepokrytě fandí fašistickým vrahům.“[zdroj?] Samozřejmě tomu není tak, Körner je popisuje jako postavy negativní, terorizující obyvatele samoty Berhof, ale na druhou stranu si uvědomuje, že se jedná o lidi s povahovými rysy a ne o monstra, čímž čtenáři dává možnost (nebo spíše šanci) jim porozumět a pochopit motivovanost jejich činů (pokud se však fanatismus dá chápat jako vlastnost). Konfrontuje zde českou a německou povahu, zobrazuje nacistický fanatismus jako zhoubnou sílu, která se nezastaví vůbec před ničím. Češi, zejména Ulričin otec však také nevyznívají příliš kladně, zobrazuje ho jako slabocha, zbabělce a násilníka.
Jedinou opravdu veskrze kladnou postavou je šestnáctiletá Ulrika, v několika bodech připomínající Vančurovu Markétu Lazarovou, zejména v pevné víře v Boha, touze po vstupu do kláštera a následnému odklonu od tohoto nápadu, třebaže každá z jiného důvodu. Ulrika totiž klášter chápe jako místo, kde bude v bezpečí, kde nebude inzultována násilnickým otcem a obtěžována chlípnými řečmi jeho přátel. Po setkání s onou německou jeptiškou si však uvědomuje, že ani klášter není místem tak ideálním a tak plným dokonalých lidí, je šokována jeptiščinou krutostí, tím, že během války zabíjela. Körner ji popisuje jako dívku vyspělou, prakticky dospělou. Dává ji do kontrastu s Erichem, ke kterému má, i když jsou téměř stejně staří, téměř mateřský vztah. Ulričin otec a jeho milenka jsou postavy spíše okrajové, spíše než by posouvaly děj, dokreslují beznaděj a zoufalost celé situace, a také na nich Körner ukazuje, jak odříznutí od reality jsou lidé, žijící na samotě Berhof.

## Film
I když lze v některých bodech tuto prózu přirovnat k Vančurově Markétě Lazarové, po stránce jazykové nechal Vančura Körnera daleko za sebou. Jazyk vyprávění Zániku samoty Berhof není ničím specifický ani výjimečný. Je to pravděpodobně hlavně proto, že se původně jednalo o filmový scénář, který moc lyrizování neunese. Novela tak kolísá mezi baladickou prózou a pouhým dobrodružným příběhem.
Kniha rovněž existuje ve scénářové podobě a roku 1983 byla zfilmována ve barrandovské produkci v koprodukci se skupinou KADR J. Kawalerowitze. Natáčení probíhalo v Novém Kníně a okolí a dále v okolí dolnoslezské vsi Kamieńczyk (gmina Mezilesí). Režie se ujal Jiří Svoboda, v roli jeptišky Salome excelovala Jana Brejchová, Ulriku hrála Petra Vančíková. Film získal řadu ocenění, mj. Velkou zvláštní cenu poroty Mezinárodního filmového festivalu Karlovy Vary a Cenu poroty a Cenu diváků na zimním Mezinárodním filmovém festivalu Mládež a film v Cannes.